# Pornikon telos
Pornikon telos (altgriechisch Πορνικὸν τέλος) war im antiken Athen eine Steuer, die von Prostituierten beiderlei Geschlechts für ihre Dienstleistung geleistet werden musste.
Die Hauptquelle für die Steuer ist eine Gerichtsrede des Aischines gegen Timarchos, in der Aischines das Gericht davon zu überzeugen versucht, dass Timarchos sich in seiner Jugend prostituierte.
Wie alle Steuern wurden die Pornikon telos jährlich verpachtet. Der jeweilige Pächter wurde Pornotelones (πορνοτελώνης) genannt. Im byzantinischen Lexikon Suda wird ein Verzeichnis der Hetären erwähnt, die von den Agoranomoi, einer Art Marktaufsichtsbehörde mit Polizeigewalt, geführt wurde. Ob es sich um ein Verzeichnis der erlaubten Preise oder um den zu erhebenden Steuerbetrag handelte, ist unklar. Vermutlich diente die Liste zumindest dazu, den jährlich wechselnden Pächter mit den Steuerpflichtigen vertraut zu machen, bei denen er die Steuern jeweils persönlich zu beheben hatte. Lediglich in den Porneia, den öffentlich geführten Bordellen, zahlte der Wirt (Pornoboskos) pauschal für sein Haus.